# Nunca te Soñé
Nunca te Soñe, es una serie de televisión, basada en una obra de teatro guatemalteca llamada La mujer que no soñé, es protagonizado por nueve actores guatemaltecos; la mayoría del elenco son intérpretes de teatro que participaron en esta puesta en escena.
Es la primera serie hecha en Guatemala después del gran éxito de esta serie la cadena nacional guatemalteca Guatevision decidió empezar a producir series y telenovelas
Nunca te soñé utiliza un formato similar al de los sitcoms (comedias situacionales) estadounidenses, y presenta, mediante ocho capítulos, una graciosa historia urbanista de relaciones interpersonales ambientada en la capital de Guatemala.

## Sinopsis
La historia gira alrededor de los nueve personajes; algunos no se conocen al principio, pero luego todos se conectan de alguna manera: “La serie habla acerca de los enredos, desamores o amores”, explica Jorge Contreras, uno de los actores, y productor de la serie.
En Nunca te soñé, además de darse muchas situaciones chistosas que en la vida real desesperarían a la gente, también se toca el tema “de cómo el destino puede jugar con nosotros, o somos nosotros los que nos ponemos a jugar con el destino; cambiando las cosas que pueden suceder”, comenta Contreras, quien también afirma que en medio de la comedia se toca un poco el tema de la comunicación o exceso de comunicación y sus consecuencias.

## Una ciudad buena y bonita
Con la participación de 150 extras, numerosas locaciones filmadas dentro de la ciudad capital, y un tiempo de producción de 18 meses, Nunca te soñé promete acercar al espectador a una televisión nacional de calidad, cuya principal cualidad es una imagen de Guatemala diferente a la que se acostumbra a mostrar. “En la serie se ve una Guate fresca. Veremos el lado bonito y bueno de una ciudad que conocemos a la perfección, para que la gente pueda decir 
Para la filmación de Nunca te soñé, en lugar de emplear una locación permanente como sucede con muchas series de EE. UU., los actores fueron grabados en supermercados, floristerías, centros comerciales o camionetas, que forman parte de la cotidianidad en la metrópoli guatemalteca.
Parte de este ambiente cosmopolita y positivo de Nunca te soñé son también los personajes: unos coquetos, otros despistados, enojados o habladores, pero en el fondo, buena gente, como la que hay en Guatemala.

## Primer Capítulo
Cuando Melanie y Eduardo se conocen accidentalmente, nunca pensaron todo lo que pasarían juntos. Mientras Andrea, Regina y Jimena se reencuentran, algo inesperado sorprenderá a una de ellas. Speedy, continuará salvando a Alejandro con la “ayuda” de Alfred.

## Curiosidades
- Se grabaran 2 temporadas las cuales son por total 20 capítulos
- La serie fue vendida a un canal canadiense ya se transmite con éxito en Canadá.
- la segunda semana de julio los actores regresan a grabar los últimos capítulos de la serie
- La cadena Guatevision lanzara nueva serie de televisión llamada "Espectros" que se grabara en Guatemala en partes de Antigua Guatemala, se estrena el Miércoles 15 de julio por este canal.